# 三波伸介 (初代)
三波 伸介（みなみ しんすけ、本名：澤登 三郎〈さわと さぶろう〉、1930年〈昭和5年〉6月28日 - 1982年〈昭和57年〉12月8日）は、日本のコメディアン・俳優・テレビ司会者・タレント。昭和期を代表するテレビスターのひとり。東京府東京市本郷区（現：東京都文京区）出身。血液型はB型。長男は喜劇役者の二代目三波伸介。
当たりギャグは「びっくりしたなぁ、もう！」。

## 来歴・人物

### てんぷくトリオ結成まで
本郷区根津にて5人兄弟の三男として生まれる。
父の倉蔵は木挽町でテイラー（オーダーメイド紳士服）店舗を構え仕立工場を持つ比較的裕福な家庭環境に育つ。
杉並第一尋常小学校（1941年に杉並第一国民学校と改称、現・杉並区立杉並第一小学校）に入学。国民学校の同期で一番仲が良かったのは、当時鉄道ファンで後に帝都高速度交通営団に就職して車両部長にもなった里田啓であった。里田は三波とは同一の学級（=クラス）になったこともあった上に、家が近所という関係であった。三波と里田は卒業後は別の進路を歩んだため30年以上音信不通であったが、1975年の学校100年祭での卒業生の集いで再会し、以後三波の死去まで二人の交流が続いた。その際、三波は里田に対して｢やっぱ鉄道屋になったか。お前は鉄道が好きだったもんなぁ。｣と声を掛けたが、これを聞いた里田は小学生の頃に鉄道ファンだったことを鮮明に覚えていたことについて、三波の記憶力の高さに驚いた旨と自著『車両を造るという仕事 - 元営団車両部長が語る地下鉄発達史』（交通新聞社。2014年4月15日発売）で語っていた。なお、同著書の記述では三波のことを本名の澤登君と呼び、三波と里田とが前後に映っている写真が1枚のみ掲載されている。
小学校4年生時であった1940年、児童劇団「東童」に加入し芸能活動を開始。
戦後、日本大学第二高等学校卒業後に進学した日本大学芸術学部映画学科は中退。後に浅香光代一座に参加。ここの座員には戸塚睦夫や客演などで玉川良一が出入りしていた。
その後東洋興業系劇場に入り、ここの座員で石井均と追って加入した戸塚が夜間に行っていたキャバレー回りの余興営業を石井の都合から代わって引き継いだ。
「三波・戸塚コンビ」で夜はキャバレーステージ、昼間は劇場座付で舞台と活動をしていたが突然出奔。中座、大阪へ単身で乗り込み1年余、玉川良一、東けんじらとコント「おとぼけガイズ」を結成し、主に大阪劇場に出演していた時期もある。

### てんぷくトリオ
「おとぼけガイズ」を解消後は1961年に東京の舞台に復帰し、三波は個人として太田プロダクションに所属する一方、キャバレーの余興営業は戸塚とその劇団仲間だった伊東四朗が「三波・戸塚コンビ」として継続していた。「（ニセ）三波伸介」として馴染み人気になっていた伊東を外す訳にはいかず、あらためて「本当は伊東四朗、本物の三波伸介、本人の戸塚睦夫」とキャバレーの司会者に自己紹介し「三波戸塚伊東トリオ」の3人で営業活動を再開し、あるきっかけから「ぐうたらトリオ」に改名した。

### 『笑点』で司会者へ
1970年12月20日に日テレ『笑点』の3代目司会者に就任。そのきっかけは、同年2月8日にてんぷくトリオとしてゲスト出演した札幌の地方収録の回で、飛行機の欠航により出演できなかった前田武彦の代役として司会を務めた。当時はまだ司会の経験が浅かったものの、元々落語にとても詳しかったこともあり、大勢の落語家達を相手に大喜利を取り仕切り、この時の司会が好評で、三代目司会者にすんなり収まった。豪快な外見とは裏腹に繊細で研究熱心、台本を読み込み流れをシミュレーションして収録に臨んでいた。大喜利では、立川談志（初代司会者）時代のナンセンスなブラックユーモアを主体にした掛け合いから、落語家の丁々発止による掛け合いに代表されるような分かり易いドタバタ路線に変更。家族で楽しめる笑いにこだわり、番組自体の人気を上げたことはもちろん、自身がピン芸人としてブレイクするきっかけとなった。『笑点五十年史』では三波を「笑点中興の祖」として位置付けても異論はないと記されている。
1973年5月12日、三波が笑点の収録へ行った矢先に戸塚が肝硬変のため42歳で死去。三波は戸塚の死去を知り、深い悲しみに陥る。その後、戸塚の遺志のために残った伊東と2人で「てんぷく集団」と改名し活動を続けた。
その後「てんぷく」の活動を抑え、個人でテレビや舞台で喜劇俳優・司会者として活動。NHK総合テレビ『お笑いオンステージ』の「減点パパ（減点ファミリー）」コーナーでは、毎回ゲストの芸能人の似顔絵をゲストの家族の言う通りに描き上げ、自ら「阿佐谷のセザンヌ」と称した。
また、フジテレビ『夜のヒットスタジオ』の司会を1974年4月から1976年3月まで務めた他、同局『スターどっきり(秘)報告』や毎日放送・TBS『伸介のがっちりショッピング』、東京12チャンネル→テレビ東京『三波伸介の凸凹大学校』などの司会を務めた。

### 晩年・突然の死
『三波伸介の凸凹大学校』収録翌日の1982年12月8日15時過ぎ、明かりが落ちた自宅の居間で倒れているのを、外出から戻って来た妻の和子と当時の付き人だった波連太郎が発見した。救急車で病院に緊急搬送されたが既に呼吸・心停止の意識不明状態で、解離性大動脈瘤破裂(大動脈の壁が裂け血液が本来の血管壁内を流れ新たな血液の通り道ができてしまうこと)により、意識は戻らないまま52歳の若さで亡くなった。
肥満体であったことと、多忙のため多い日でも3〜5時間しか睡眠を取れず、タバコは一日最低でも3箱を吸っていた。亡くなる2ヵ月前にあった名古屋市の中日劇場での座長公演の際には、朝食は食べず昼食は味噌煮込みうどん、夕食はホテルで300グラムのビーフステーキという生活を、1ヵ月の公演中毎日続けたという。これについて三波のマネージャーは「健康のために嫌いなものを食べるのもひとつの生き方。でも、好きなものを毎日食べてあの世に行くのもひとつの生き方」と述べている。その一方、酒は下戸で一滴も飲まなかった。ビートたけしは三波の早世について、若い頃ヒロポンを注射していたためではないかと指摘している。
多くのレギュラー番組を抱え、名司会者として順風満帆の芸能生活を送っていた矢先の死だった。突然の訃報を受け駆けつけた盟友の伊東は、対面で開口一番「こりゃあウソだろう。寝てるんだろう！」と発し、記者会見の場で「（三波の亡骸を触ったときに）体がまだ温かいんですよ。温かいものだから死んだ気がしなくて……。寄らば大樹の陰で、私などは彼のおかげでここまで来れた。（てんぷくトリオは）もう一人になってしまったんだなぁ……」と言いながら涙した。三波の亡骸が棺に納められる際には、妻の和子、長男の伸一と伊東によって、黒の紋付き袴が着せられた。
テレビとそのお茶の間で人気者の訃報にマスコミの取材活動は過熱したが、関係者が取り成し遺族への接触を遮断、和子は一度だけ全てのマスコミ記者インタビューに応じて立ち、「パパ（三波）はよく死んだふりをして家族をからかうことがあったため、このときもしばらく『死んだふりをしているのだろう』と思っていたところ、様子がおかしいのに気付いて救急車を呼んだ（大意）。」と語り、その様子がワイドショー番組やニュースで繰り返し放送された。
後年（時期不明）、「すぐ救急車を呼んでいたら三波を死なせずに済んだかもしれない」と悔やんでいたという。
コメディアンや演芸人には、仲間や自身の生涯を締めくくる儀式で、悲しみを和らげるために不謹慎な言動やわざわざ手段を遺言で残すなど不文律の慣習傾向が一部にみられ、三波とはフランス座時代の「同僚」で、一線を退き家庭に入るまで長い芸歴とその交遊関係を築き（後述）、深い繋がりからこの発言は事前に考えて内容を用意した節があり、発言のなかで「三波はよく死んだふりをして家族をからかうこと」は家族が喜ぶイタズラ（サプライズの贈り物など）をよく仕掛けていたとされる三波の信条に反し、真偽は定かでない。
葬儀・告別式は12月11日、東京都中野区の宝仙寺で営まれ、葬儀委員長は伊東が務めた。葬儀には芸能・放送関係者やファンら約1,600人が参列し、三波の突然の死を悼んだ。弔辞は『お笑いオンステージ』のチーフプロデューサーを務めた増子正利らが読み、仕事の都合で参列できなかった中村メイコは事前に対面し、弔い棺に「てんぷく笑劇場」の配役用に製作した指輪を納め、式には肉声テープが式場内で流された。「参列できずごめんなさい。でも、泣きのメイコがにっこり笑って舞台を務めます。（中略）大衆に結びついた喜劇をまっしぐらに追ったあなた。日本中に大きな笑いを振りまいたあなたに拍手を送ります。さようならは言いません。お疲れ様でした。」と泣きながら三波へ最後のメッセージを語り続けた。出棺後、遺体は東京都新宿区の落合斎場で荼毘に付された。
戒名は「施明院太伸三省居士」。三波の墓は埼玉県所沢市の「所沢聖地霊園」に所在する。墓石には、三波の座右の銘であった「喜劇とは笑わすだけにあらず 三波伸介」と刻まれている。
人気絶頂期の1982年12月に急死したため、事前収録されて翌年放送予定であった正月番組では「この番組は○月○日に収録したものです」とのテロップが流れた。正月に放送予定だったドラマ『ザ・サスペンス 刑事ガモさん - さらば愛しきテニス妻よ』は、予定を変更して年末の12月11日に繰り上げて放送された。
遺産は不動産のみであり、初代伸介の死後に預金通帳を遺族が確認した処、全く残っていなかった。

## エピソード
- 三波の代表的なギャグ「びっくりしたなぁ、もう」は、幼少期の息子である後の二代目・三波伸介が言っていた言葉。ある日営業先でマネした際に客にウケ、それから使い始めたという説と、『大正テレビ寄席』初出演時、国定忠治役の戸塚がタイミングを間違えて突然抜刀。驚いた伸介のとっさの一言だったという説がある。
- 「びっくりしたなぁ、もう」のギャグの誕生逸話について、伊東四朗は自身の出演番組で次のように語っている。てんぷくトリオとして、三波、伊東、戸塚睦夫三人の出演時、三波が「王将」の冒頭を歌い「誰が歌った？」と訊いて「村田英雄」と答える相手に「ばかやろー！今歌ったのは俺だよ」と返す一連の持ちネタをやろうと、「王将」を歌って戸塚に「誰が歌った？」と訊いたところ、戸塚がとぼけた調子で素っ気なく「知らない」と予想外の答えを返したため、驚いた三波が咄嗟に「びっくりしたなぁ、もう！」と発したのが、大いに客にウケた。それが発端である。（文化放送『伊東四朗 吉田照美 親父・熱愛』）
- 三波らが築いた「トリオブーム」を脅かした後輩のコント55号、とりわけ萩本欽一との間には長年不仲が伝えられていた。しかし実際はお互い対抗意識は無く、三波は萩本を可愛い後輩として常に温かく見守っていたという。三波は生前、萩本を愛称で「欽坊」と呼び、萩本は三波を「お兄さん」と呼んで慕っていた。急逝後の追悼番組として放送された『三波伸介の凸凹大学校』最終回では、萩本が出演し故人を偲ぶコメントを残しており、三波が亡くなるわずか20時間前に収録されたVTRが放映された。
- ザ・ドリフターズのリーダー・いかりや長介とも親交が深く、兄弟分の間柄であった（三波の方が1歳上）。いかりやの自伝『だめだこりゃ』によると、いかりやは自分と同年輩の仲間が周囲にほとんどおらず、コメディの世界では三波だけが唯一の同年輩で、しかも同じ東京の下町の生まれであったため、三波とは共通の話題を持つことができて嬉しかったという。
- 実際に三波がライバル視していたのは渥美清と藤山寛美であり、特に渥美に対しては敵意をむき出しにしていたと言われる。三波と渥美は共に同じストリップ小屋から軽演劇を経た者同士であり、三波が大阪から戻り再起を期した頃には渥美は既にトリオコントから脱皮して一流芸能人の仲間入りをしていたことや、また三波の妻と渥美が旧知の間柄であったことなども、三波に一層の敵対心を抱かせた原因といわれる。
- 三波が渥美を敵視するようになったきっかけは、同じ舞台役者であった妻・和子と結婚前、新橋でデートしている所に渥美と遭遇、渥美は三波を無視して妻と話し込み、去り際に「俺は先に行って待ってるからな、お前はぼちぼち来いよ」とつぶやかれたからであると、息子の伸一が証言している。渥美は当時、日劇に呼ばれて一流芸人の仲間入りを果たした時期であり、三波は手に持っていた新聞を地面に叩き付けて悔しがったという。三波は息子に渥美と藤山寛美のビデオを見せて、自分とどっちが面白いかを尋ねるなど、終生ライバル視していたが、同時に『男はつらいよ』の映画は全部観ており、驚くほど細かいところまで観察していた。テレビなどでは披露されなかったが、渥美の物真似も上手く、芸人としての力量を認めていたからこそのライバル視であったことがうかがわれる。1977年に公開された松竹映画『幸福の黄色いハンカチ』（山田洋次監督・高倉健主演）で渥美が演じた渡辺係長の役を、1982年に菅原文太主演でテレビドラマでリメイクされた際、三波がこの役を演じている。
- 三波は50歳になった頃からテレビでの活動を減らし、舞台での活動に力を注ぎ始めていた。好評だったNHK『お笑いオンステージ』が10年目の区切りとして1982年4月4日放送分で終了。そのコーナーの一つだったてんぷく笑劇場を元に、舞台で心機一転を図ったともされるが[注釈 6]、その目標は自身の死により志半ばで断たれることとなった。
- 『夜のヒットスタジオ』の2代目司会者となった際、当時のスタッフが三波に期待したのはいわゆるコメディリリーフとしての役割であり、当初は司会進行にはあまり関わっていなかったが、朝丘雪路降板後は進行にも本格的に参加するようになった。三波は毎週本番の前日に必ず服を数着新調してこの番組に臨むように心がけていたと伝えられている。このエピソードから構成を務めていた塚田茂は「三波さんには三枚目の役割を期待したが、どうしても二枚目になってしまう」と当時の司会ぶりを回顧している。前任のフリートーク・知的な毒舌を売りとした前田武彦、後任のエンターテイナーぶりを徹底していた井上順の間で三波の司会ぶりは埋没されたが、前任の前田が引き起こした「共産党バンザイ事件」（詳しくは『夜のヒットスタジオ』「前田武彦」の項目を参照のこと）によるダメージから比較的早い段階で軌道修正に成功した。同番組で三波と共に司会を務めた芳村真理が番組勇退をする際の特番（1988年2月）では前田、井上、古舘伊知郎と三波以外の芳村と共に司会を務めた3人は出演して各々のコンビ時代を振り返るコーナーがあったが、三波は既に故人だったため、伊東四朗が三波の司会時代のパートで芳村と共にしている。
- 生前にミニカー・ライター・絵画に造詣を持っており、三波伸介一門が運営している「三波伸介記念館」のホームページで形見の所蔵品として公開している。
- 上記のように絵画や似顔絵も特技であり、『お笑いオンステージ』の「減点パパ（減点ファミリー）」コーナーでもこれが活かされていた。ある日、伸一（2代目伸介）と一緒に新幹線に乗っていた時、一人のおばあさんが二人の前に立ち、サインでも欲しいのかと思ったら「私の記憶が確かなうちに主人の似顔絵を描いて欲しい」ということだった。このおばあさんの夫は太平洋戦争中に出征して戦死、自分も東京大空襲で家を焼かれて夫の写真も全て焼失、夫の肖像は自分の記憶の中にしかないという状態だった。そして三波は似顔絵を描き上げると、おばあさんは「これが主人です」と感激し、似顔絵を抱きしめて号泣したという[6]。
- スポーツマニアとしても有名で、特に都市対抗野球大会はほぼ毎年観戦しており、伸一（2代目伸介）によると、熱海への温泉合宿旅行とともに三波家（澤登家）の夏休みの恒例行事だったという[7][8]。
- 妻との間には伸一の姉に当たる娘もいたが、1963年6月に生後わずか一日で亡くなっている[9]。
- 飛行機が苦手だった[10]。
- 高所恐怖症だったので、高い場所での撮影を嫌っていたという。
- 息子の伸一が「2代目・三波伸介」を継ぐべきという意見が各方面から上がったことや、生前伸介が自身の死後に伸一が2代目を継ぐことを希望していた経緯もあり、2009年の二十七回忌の日に襲名が行われることとなった。2009年12月8日、「二代・三波伸介」の襲名披露パーティーが東京ドームホテル[注釈 7]にて執り行われた[11][12]。

### 笑点時代でのエピソード
- 前述の通り、『笑点』での初司会は1970年2月8日放送回であり、この回は北海道で収録が実施されたが収録当日の飛行機の欠航により当時の司会者であった前田が急遽休演した。この日は伊東四朗・戸塚睦夫と共にてんぷくトリオで演芸ゲストとしてたまたま収録に参加しており、当時はまだ司会経験が浅かったが、落語に元々造詣が深かったこともあり急遽代理で司会を担当したところその進行ぶりが好評であったことから3代目司会者として白羽の矢が立った。また、この回は伊東・戸塚も座布団運びとして大喜利部分の収録にも参加している。
- 豪快な外見とは裏腹に繊細で研究熱心であり、台本を読み込み流れをシミュレーションして毎回の収録に臨んでおり、大喜利では、初代司会者であった立川談志時代のナンセンスなブラックユーモアを主体にした掛け合いから、落語家の丁々発止による掛け合いに代表されるような分かり易いドタバタ路線に変更したところ、家族で楽しめる笑いにこだわり、番組自体の人気を上げたことはもちろん、自身がピン芸人・名司会者としてブレイクするきっかけとなった。
- 『笑点』司会者当時、レギュラー出演者の桂歌丸と三遊亭小圓遊の大喜利における罵倒合戦が激化したため、2人の「和解式」を提案。三波と当時大喜利メンバーのリーダー格であった5代目三遊亭圓楽が立会人となり、1972年8月27日の放送の中で実際に行われた。
- 親分肌な性格で、てんぷくトリオや『笑点』メンバーらを纏める統率力に非常に優れており、歌丸と小圓遊の罵り合いをはじめ、林家木久蔵（現・木久扇）の「いやんばか〜ん」、林家こん平の「チャラーン!」などの定番ネタは、三波のリードで名物になったものである。三波自身もしばし「豚」などその容姿を回答のネタにされることも多く、いわゆる司会者イジりを定着させたのもこの頃からである。また、座布団運びの松崎真を紹介する時の「陸に上がったトドの死体」「牛のよだれ」といったフレーズは語り草になっている[4][注釈 8]。
- 現在のように司会者がオープニングで客席に座って挨拶するスタイルを最初に取り入れたのは三波であり、「『笑点』の顔として、お客様の中に入り一体感を持ちたい」との考えから始めたと言われる。なお、三波の司会当時は近くに座る観客にインタビューすることも多く、観客とのやり取りが番組の名物の一つとなっていた。
- 生ものが苦手で、香川ロケで当地で一番といわれる料亭に招待された際には、出された白魚や刺身を同行していたマネージャーにどんどん薦めて自分の分まで食べてもらい、場の雰囲気を壊さないよう気を遣っていたという。
- 『笑点』と同じ日本テレビ製作で当時正月に放送されていた『番組対抗かくし芸大会』には1983年も笑点チームで参加予定で、亡くなる4日前の12月4日に三波も参加して演目の収録が行われたが、死去に伴いエントリーを取り止めた。その演し物は『カルメン』であり、奇しくも心臓を押さえながら最期を迎える役を演じていた[4]。この模様はエントリーの辞退に伴いお蔵入りとなっていたが、三波の死去から約23年が経過した2005年11月23日発売の「笑点 大博覧会 DVD-BOX」に収録され、この時に初めて公開された。
- 三波の急死に伴い、前述した『かくし芸大会』のエントリー取り止めなど様々な対応に追われたが、1983年版の笑点カレンダーについてはすでに発売され、回収が不可能であったため三波の文字が残っており、前年よりも売れ行きが伸びたという。
- 三波の急死時点で、1982年の年内放送3本分（12月12日・19日・26日放送分）はすでに収録を終え、OA待ちとなっていたが[注釈 9]、急死直後の回である12月12日放送分は冒頭の挨拶など一部を差し替えて、こん平進行のもと残ったメンバーで三波の追悼特集を放送し、それ以降は収録日のテロップ付きで予定通り放送。三波死去時点で未収録となっていた1983年1月2日放送の新春SPについては愛川欽也と林家こん平がそれぞれ代理司会を務めて乗り切り、新年の本放送1回目となる1月9日放送分からは1977年3月27日に番組を卒業していた5代目三遊亭圓楽が4代目の司会者に就任した。圓楽は当初は2回だけの臨時司会のつもりで司会を引き受けていたことを後日明かしており、司会者の候補には圓楽以外の名も多数挙がっていたことも後に明らかとなっている。その後、圓楽は2006年5月14日放送で番組を降板するまで歴代最長となる23年に渡り司会を務めた。この記録は現在も破られていない。

## 弟子

### 直弟子
- 二代目三波伸介 - 長男
- 波伸太郎 （波たかし）- ギター漫談[13]。『お笑いスター誕生!!』『やじうま寄席』などに出演[13]。
- ホームラン・たにし - 漫才

### 孫弟子
二代目三波伸介の弟子。
- 三波ちぇこ - 占い師。二代目の妻。埼玉大学教育学部心理学科卒業[14]。
- 波里々衣 - ヨガインストラクター[14]。
- 波琥珀 - 書道家[14]。
- 波朱音瑠 - 占い師、美容プランナー[14]。

## 音楽作品

### シングル
- シンスケさんてえらいのネ（自分で自分をほめるうた）（1971年、グラモフォン（ポリドール・レコード）
作詞：伊丹十三、作・編曲：羽田五郎
A面に「パート：1」、B面に「パート：2」を収録。

## テレビ出演

### バラエティ
NHK
- お笑いオンステージ（総合）

日本テレビ
- 笑点（3代目司会者）（1970年12月20日 - 1982年12月26日）
- 爆笑ヒット大進撃!!
- ダントツ笑撃隊!!
- 日曜お笑い劇場
- 日曜8時!ドパンチ放送!!

TBS
- てなもんや三度笠（ABC[注釈 10]制作）
- 笑うんだもんね!
- 日曜8時、笑っていただきます
- たのきん全力投球!（以上、TBS）
- 伸介のがっちりショッピング（MBS制作）

フジテレビ
- お昼のゴールデンショー
- 夜のゴールデンショー（てんぷくトリオとして出演）
- スターどっきり（秘）報告（初代キャップ）
- 君こそスターだ!（初代司会者）
- 満員御礼!三波伸介一座
- 三波伸介のチャンネル・インベーダー
- お茶の間スペシャル
- THE MANZAI
- わんぱくチビッコ大集合!

NET→テレビ朝日
- てんぷくトリオのテレビ演芸場

東京12チャンネル→テレビ東京
- 三波伸介の凸凹大学校（校長）

### ドラマ
- ケンチとすみれ（1967年〜1968年、NHK総合）
- おむすびコロリン 第8話「三千万円はハシタ金」（1969年、TBS） - 山野六平 役
- 鬼平犯科帳'69 第33話「鬼坊主の花」（1969年〜1970年、NET） - 鬼坊主清吉 役
- 時間ですよ（1970年、TBS） - 市川雀右ヱ門 役
- 右門捕物帖（1970年、日本テレビ） - 村上敬四郎 役
- 一心太助 第12話「十手と包丁」（1971年、フジテレビ / 国際放映） - 鎌倉町の仁吉 役
- てんつくてん（1973年〜1974年、日本テレビ） - 佃昆 役
- ザ・サスペンス（刑事ガモさんシリーズ、TBS） - 蒲生剛一 役

### 音楽番組
- NHK紅白歌合戦 - 白組応援団長（1973・1975・1977・1979、NHK総合・ラジオ第1）
- 夜のヒットスタジオ（1974.4-1976.3・2代目男性司会者。フジテレビ）
- 三波伸介の家族そろって三つの歌（1974.4-1975.9、日本テレビ）

ほか

### テレビCM
- GEエアコン（トヨタ自動車販売）
- ソルマック（大鵬薬品工業）
- 5/8チップ、あられチップ（ヱスビー食品）
- 昭和アルミ
- 味ぽん（ミツカン）
- ビゲンヘアカラー、ビゲンエリート（ホーユー）
- プリントゴッコ（理想科学工業）- 初代CMキャラクター
- 不二家ハイカップ（不二家）
- 鉄火大将（ホンダ製菓）
- 丸大焼肉（丸大食品）

ほか

## ラジオ
- 歌謡大行進（文化放送）[注釈 11]

## 映画
- 九ちゃんのでっかい夢
- 盛り場仁義 (1970年)
- どですかでん
- 怪獣大奮戦 ダイゴロウ対ゴリアス
- メッタメタガキ道講座
- ダメおやじ
- 坊っちゃん
- 吾輩は猫である
- 誘拐報道（最後の出演作）
- 喜劇 男の顔は人生よ（主演）
- アンデルセン物語（声の出演[15]）

ほか

## ドキュメント番組
- わが夢は喜劇王 三波伸介物語　ABC制作『驚きももの木20世紀』1994年12月2日放送　三波役は息子の三波伸一（当時）[16][注釈 12]

## 文献
- 笑伝・三波伸介―びっくりしたなあ、もう （西条昇著・風塵社・2000年1月） ISBN 4938733765
- 三波伸介画・書集 夢の途中　（二代目三波伸介監修・イーステージ出版・2009年12月8日） ISBN 9784904034026
- この顔で悪いか　（伊東四朗著・集英社 1997年11月刊） ISBN　9784087802641